# Wase Zhen
Wase Zhen (kinesiska: 挖色, 挖色镇) är en köping i Kina. Den ligger i provinsen Yunnan, i den sydvästra delen av landet, omkring 260 kilometer väster om provinshuvudstaden Kunming. Antalet invånare är 16 873. Befolkningen består av 8 295 kvinnor och 8 578 män. Barn under 15 år utgör 19,0 %, vuxna 15-64 år 68 %, och äldre över 65 år 11,0 %. Wase Zhen ligger vid sjöarna  Er Hai och Erhai Lake.
Genomsnittlig årsnederbörd är 1 120 millimeter. Den regnigaste månaden är juli, med i genomsnitt 226 mm nederbörd, och den torraste är april, med 22 mm nederbörd.